# Bembidion gordoni
Bembidion gordoni är en skalbaggsart som beskrevs av Carl Hildebrand Lindroth. Bembidion gordoni ingår i släktet Bembidion och familjen jordlöpare. Inga underarter finns listade i Catalogue of Life.